# Haploscapanes
Haploscapanes – rodzaj chrząszczy z rodziny poświętnikowatych i podrodziny rohatyńcowatych.
Chrząszcze o ciele długości od 26 do 56 mm. Ubarwienie mają rudobrązowe do czarnego. Czułki zbudowane są z dziesięciu członów i zakończone krótką buławką. Nadustek jest ścięty lub zaokrąglony, rzadko wykrojony. Żuwaczki mają wierzchołki wyostrzone, niezmodyfikowane, pozbawione wycięcia. Samce mają na czole róg lub guzek, natomiast samice zawsze tylko guzek. Znacznie szersze niż długie przedplecze wykazuje wyraźny dymorfizm płciowy – u samca ma ono parę rogów lub guzków, rzadko jest równomiernie wypukłe, natomiast u samic jest równomiernie wypukłe lub zaopatrzone w płytki dołek. Przeciętnie wysoki wyrostek międzybiodrowy przedpiersia ma na ściętym szczycie długie szczecinki. Przednia para odnóży ma golenie z trzema ząbkami, smuklejsze u samców niż u samic. Stopy przedniej pary u samców są lekko wydłużone i mają walcowate człony nasadowe. Golenie tylnej pary mają na krawędziach wierzchołkowych po dwa zęby, których długość bywa różna. Propygidium pozbawione jest narządów strydulacyjnych.
Owady te zamieszkują krainę australijską. H. papuanus występuje w Papui-Nowej Gwinei, a pozostałe gatunki są endemitami Australii.
Rodzaj obejmuje cztery opisane gatunki:
- Haploscapanes australicus (Arrow, 1908)
- Haploscapanes barbarossa (Fabricius, 1775)
- Haploscapanes inermis (Prell, 1911)
- Haploscapanes papuanus Dechambre & Drumont, 2004